# Slocomb (Alabama)

Slocomb

Slocomb – miasto w południowo-wschodnich Stanach Zjednoczonych, w stanie Alabama, w hrabstwie Geneva.

## Demografia
Według spisu powszechnego z 2010 roku, miasto to liczyło 1980 mieszkańców. W roku 2023 liczba mieszkańców wzrosła do 2133 osób, a gęstość zaludnienia do 224,5 osoby/km².